# Giovanni Antonio Battarra
Abate Giovanni Antonio Battarra (1714–1789) fue un religioso, micólogo, y botánico italiano. En 1755, publicó Fungorum Agri Ariminensis Historia, ilustrado con 40 placas de cobre diseñadas y grabadas por él mismo, constando de 80 pp. donde se describen 248 especies de hongos.
Desde 1748, ocupa una cátedra de filosofía en Rimini, que poseerá por siete años. En 1757 se le concedió la silla de profesor titular; y en 1760 en el seminario local. Intervino ese año, con su impetuosidad acostumbrada, en la controvertida cuestión del trabajo a realizar en el puerto de Rímini. En 1763 publicó dos discursos sobre la construcción del puerto de Rimini, apoyando la tesis algo controvertida de su maestro Giovanni Bianchi.
En 1778 publicó el trabajo al que debe su fama: Las prácticas agrícolas, entre otras cosas, sobre el trabajo en los cultivos de Romaña (reeditado en versión revisada y mejorada en 1782).

## Otras publicaciones
- 1769. V. Cl. Candido Pistojo Ec. Joannes Antonius Battarra S, página 4.

### Libros
- 1774. Epistola selectas de re naturali observationes complectens accessere ex historia naturali, curiosa nonnulla et tabulae elegantes. Ed. E Typa Albertiniana. 25 pp. en línea

- ---------, Filippo Buonanni. 1782. Rerum Naturalium Historia, Nempe Quadrupedum, Insectorum, Piscium, Variorumque Marinorum Corporum, Fossilium, Plantarum Exoticarum Ac Praesertim Testaceorum Existentium In Museo Kircheriano. Ed. Monaldini. 347 pp.

## Honores

### Epónimos
- género de fungi: Battarrea Pers.

- La abreviatura «Batarra» se emplea para indicar a Giovanni Antonio Battarra como autoridad en la descripción y clasificación científica de los vegetales.[1]